# Retinsäuren
Die Retinsäuren (Synonym: Vitamin-A-Säuren) sind eine Stoffgruppe, die aus isoprenoiden Carbonsäuren bestehen. Sie gehören zu den Apocarotinoiden und bilden eine Untergruppe der Retinoide und sind damit Terpenoide.

## Darstellung
Retinsäuren entstehen durch Oxidation von Retinal und sind daher Oxidationsprodukte des Retinol:
In geringen Mengen werden All-trans-Retinsäure und 13-cis-Retinsäure im Vitamin-A-Stoffwechsel gebildet.

## Analytik
Zur qualitativen und quantitativen Bestimmung der Substanzen kann nach angemessener Probenvorbereitung die Kopplung der HPLC mit der Massenspektrometrie eingesetzt werden.

## Biochemie
Neben dem schon länger bekannten Effekt von (11-cis-)Retinal auf den Sehvorgang ist der Einfluss auf die Genexpression erst in den letzten zwei Jahrzehnten genauer untersucht worden. Die wirksame Verbindung ist hierbei eine Retinsäure, für die die Zelle Rezeptoren besitzt. Retinsäuren üben Einfluss auf Wachstum und die Zelldifferenzierung aus – Mechanismen die bei der Embryogenese und der Tumorentstehung eine wichtige Rolle spielen. Deshalb werden Retinsäuren bei Erkrankungen wie Akne und Schuppenflechte lokaltherapeutisch sowie bei Tumoren als Medikamente eingesetzt. Sie wirken bei systemischer Therapie stark teratogen.  Retinsäuren binden an den Retinoic Acid Orphan Receptor, mit Auswirkungen auf den Stoffwechsel, das Immunsystem, die Embryonalentwicklung, die Angiogenese und den zirkadianen Rhythmus. Retinsäuren aktivieren Regulatorische T-Zellen. Es gibt auch eine nicht-kanonische Rolle für den Retinsäurerezeptor Subtyp RARα an neuronalen Synapsen. In der Synapse fördert (RARα) die lokale Translation von AMPA-Rezeptoren als Reaktion auf eine anhaltend niedrige neuronale Aktivität. Die Erhöhung der AMPA-Rezeptoren auf diese Weise stärkt die Synapsen in Form der homöostatischen synaptischen neuronalen Plastizität (HSP). HSP verschiebt die gesamten synaptischen Stärken über das Neuron, während die relativen synaptischen Gewichte beibehalten werden. HSP ist bidirektional; die Synapse kann als Reaktion auf eine verminderte neuronale Aktivität "vergrößern" oder als Reaktion auf eine erhöhte neuronale Aktivität "verkleinern". Es wird angenommen, dass HSP eine wichtige Rolle spielt, um die synaptische Aktivität im physiologischen Bereich zu halten und Informationsverluste durch ein "maxed-out"-Signal zu verhindern. Die mechanistische Grundlage von HSP ist wenig verstanden, insbesondere in Bezug auf das synaptische Downscaling.